# Närförläggningsutredningen
Närförläggningsutredningen var en statlig utredning om kärnkraft i Sverige tillsatt av Krister Wickman i mars 1970, som en uppföljning av den svenska linjen kring kärnkraftsfrågan i Sverige. Dess betänkande avgavs 1974.
Bakgrunden var att Stockholms Elverk i juli 1968 sökt tillstånd för ett bergförlagt kärnkraftvärmeverk vid Ropsten i Stockholm som skulle leverera både värme och el.
Utredningen skulle ta fram underlag för myndigheternas ställningstaganden till tillståndsärenden kring kärnkraft av detta slag, så att de stora mängderna spillvärme skulle kunna utnyttjas för uppvärmningsändamål. Utredningen var i princip positiv till närförläggning, men menade att utpräglad närförläggning skulle undvikas till dess ytterligare erfarenhet vunnits. Underlag och tillståndsgivning för och bygget av Barsebäcks kärnkraftverk hade drivits under utredningens gång med baktanke på fjärrvärmeförsörjning till Öresundsregionen. Kraftindustrin var obenägen att avstå elproduktion för fjärrvärme, och de olika typer av värmetransport som utreddes avfärdades som mindre ekonomiskt bärkraftiga och det färdiga bygget blev en ren kondensanläggning.
Ett exempel på den typ av anläggning som diskuterades i utredningen är de planer som blev kända 1973 för ett kärnkraftsvärmeverk vid Dalarö i Haninge kommun. Detta ledde omedelbart till opposition från kommuninvånare och bildandet av en lokalavdelning av Folkkampanjen mot kärnkraft som var aktiv både före och efter folkomröstningen om kärnkraft 1980.
När betänkandet kom 1974 var det politiska läget för kärnenergin ett annat än då utredningen tillsattes drygt fyra år tidigare och några ytterligare närförläggningar blev aldrig aktuella.